# АФЦ Исток
АФЦ Исток (енгл. AFC East) или Источна дивизија Америчке фудбалске конференције (енгл. The American Football Conference East Division), је једна од четири дивизије АФЦ-а.

## Клубови
У дивизији наступа четири клуба.
Највише победа имају Мајами долфинси - 14, а следе их Њу Ингланд петриотси са 10.